# ベルリン・リサイクリング・バレーズ
ベルリン・リサイクリング・バレーズ（ドイツ語: Berlin Recycling Volleys）は、ドイツ・ベルリンのシャルロッテンブルクを本拠地とする男子バレーボールクラブ。かつては「SCCベルリン」（ドイツ語: SCC Berlin）として活動していた。

## 歴史
1902年9月15日創設の総合スポーツクラブ・SCシャルロッテンブルクのバレーボール部門としてSCCベルリンが創設された。バレーボール・ブンデスリーガ1部に所属し、歴代ドイツ代表およびオリンピック代表を輩出している。クラブにはユースチームも併設され、若い世代の人材育成にも力を注いでいる。
1993年にリーグ初優勝、翌1994年にカップ優勝を飾り、2003年と2004年にはリーグ連覇を達成した。強豪VfBフリードリヒスハーフェンとは良きライバル関係にあり、ブンデスリーガのタイトルを争って来たが、近年は他のクラブの著しい成長もあってファイナル進出を逃している。

## ユニフォーム
ホーム
- メインカラーのオレンジとブラック。シャツネームと背番号はホワイト。
- フロント下部はオレンジとホワイトの市松模様。

アウェイ
- サブカラーのブラック。シャツネームと背番号はホワイト。

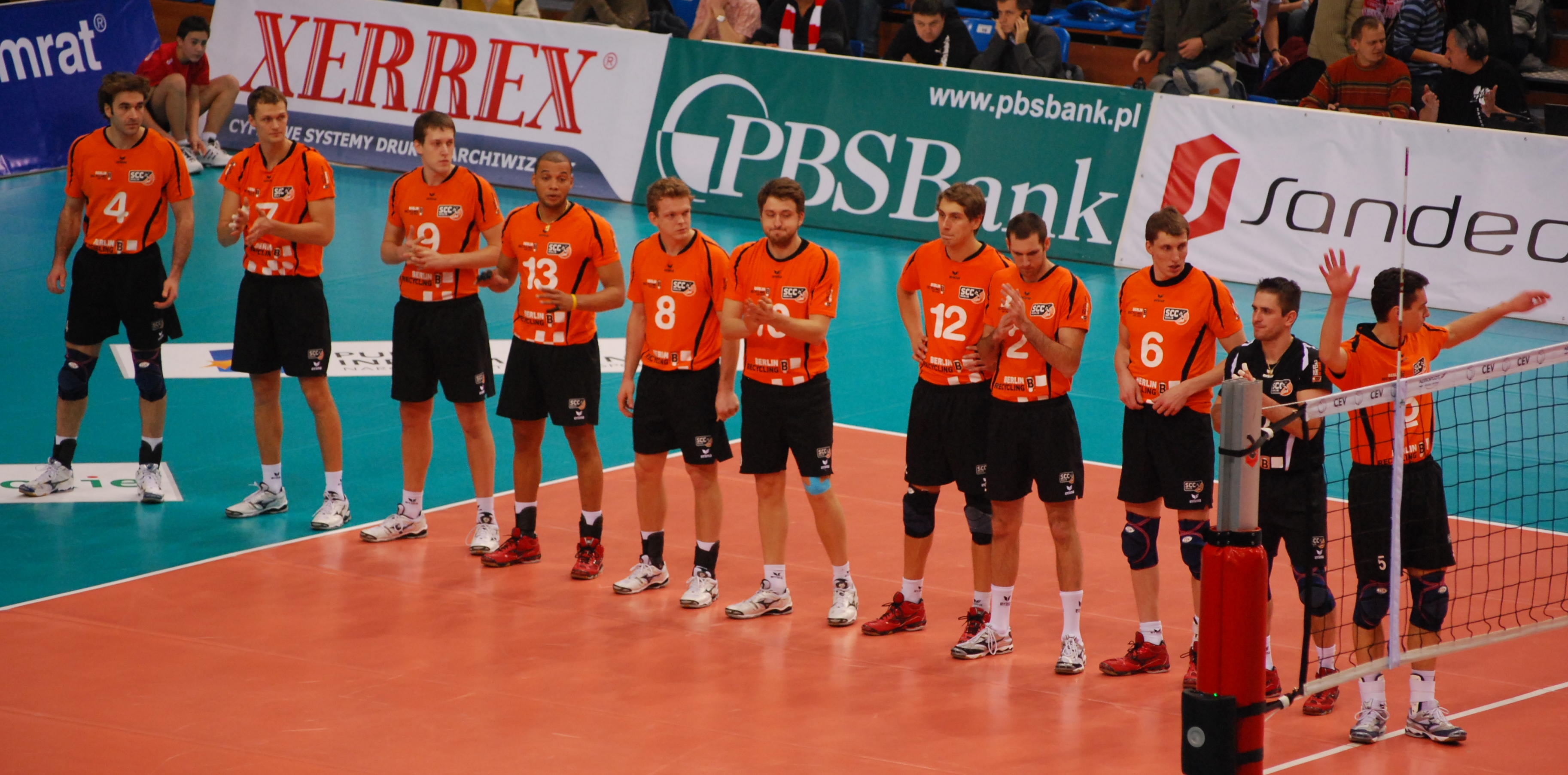

リベロ
- 反対色を着用。

## 主な成績
ドイツリーグ
- 優勝 13回（1992/93、2002/03、2003/04、2011/12、2012/13、2013/14、2015/16、2016/17、2017/18、2018/19、2020/21、2021/22、2022/23）

 ドイツカップ
- 優勝 6回（1993/94、1995/96、1999/2000、2015/16、2019/20、2022/23）

## 歴代所属選手
- シュテファン・ヒュブナー
- ロベルト・クロム
- ビョルン・アンドレ
- マルクス・ベーメ